# Liolaemus nigrocoeruleus
Espèce
Statut de conservation UICN

 LC  : Préoccupation mineure
Liolaemus nigrocoeruleus est une espèce de sauriens de la famille des Liolaemidae.

## Répartition et habitat
Cette espèce est endémique de la province de Copiapó dans la région d'Atacama au Chili. Elle est présente du niveau de la mer jusqu'à 200 m d'altitude. Elle vit dans les désert côtiers où on la trouve sur les affleurements rocheux.

## Étymologie
Le nom spécifique nigrocoeruleus vient du latin niger, noir, et de coeruleus, bleu azur, en référence à la coloration des mâles.

## Publication originale
- Marambio-Alfaro & Troncoso-Palacios, 2014 : Una nueva especie de Liolaemus del grupo de L. nigromaculatus (Iguania: Liolaemidae) para la Región de Atacama, Chile. Basic and Applied Herpetology, vol. 28, p. 65-77 (texte intégral).